# Gabriella Önstad
Gabriella Önstad, född 19 februari 1934 i Stockholm, död 12 augusti 2015 på Frösön, var en svensk keramiker, målare och tecknare.
Hon var dotter till Albert Bernhard Önstad och textilkonstnären Heje Ringström och från 1953 gift med tecknaren Jean Remy Derid. Önstad studerade från 1951 vid Konstfackskolan i Stockholm där hon utexaminerades vid avdelningen för keramik 1953 och från Konstindustriella skolans keramikavdelning 1963. Därefter utbildade hon sig till kartritare och arbetade som ritbiträde 1961–1963. Under sin studietid genomförde hon ett antal studieresor till Nederländerna, Tyskland och Spanien. Tillsammans med silversmeden Kerstin Öhlin ställde hon ut i Östersund 1964 och hon medverkade i Örebro läns konstförenings höstutställningar i Örebro och konsthantverksutställningar i Östersund. Bland hennes offentliga arbeten märks en dricksfontän i Östersund. Hennes konst består av stengods och nyttosaker samt reliefer och porträtt samt landskapsskildringar utförda i olja, akvarell och teckning.